# Anichino di Bongardo
Giovanni di Bongardo, noto come Anichino di Bongardo (in tedesco Hanneken von Baumgarten o Hanneken oder Johannes von Bongard) (Bongard, ... – 1375), è stato un condottiero e capitano di ventura tedesco, signore di Caraglio.

## Biografia

### Le origini
Apparteneva alla famiglia tedesca dei cavalieri di Bongard, antico borgo di Allrath nei pressi di Grevenbroich, una città della Renania che faceva parte della diocesi di Colonia.

### Il condottiero
Comparve in Italia nel 1351 al servizio prima dei Visconti e poi dello Stato Pontificio. Nel 1356 fu al servizio di Bernardino da Polenta e combatté contro gli Ordelaffi. Ma l'anno successivo, passò alla Grande Compagnia guidata dal Conte Lando, e combatté proprio al fianco dei signori forlivesi contro i pontifici.
Lasciò poi la compagnia del Landau, e fu assoldato da Siena nel marzo 1358, che gli affidò una milizia di 800 barbute e 400 fanti, per combattere contro Perugia. Dai perugini venne sconfitto a Torrita di Siena il mese successivo, e venne anche catturato dagli avversari. Venne poi liberato, e nel 1359, tornò a far parte della Grande Compagnia, con la quale venne sconfitto nella battaglia di Campo delle mosche.
Nel mese di agosto del 1359, passò al soldo del marchese Giovanni II del Monferrato, dal quale venne nominato anche capitano generale, per combattere contro Bernabò Visconti. Tradì in seguito il Monferrato per passare dalla parte dell'avversario, e nell'aprile del 1363, ritornato alla Grande Compagnia, affrontò la Compagnia Bianca di Alberto Sterz che militava per i monferrini. Sconfitti da questi, che nella battaglia svoltasi a Novara uccisero il Conte Lando, riunì i circa 6.000 venturieri della ormai distrutta Grande Compagnia sotto il suo comando, e  con questi, sempre al servizio del Visconti combatté in Emilia contro le milizie pontificie, contro le quali però dovette ritirarsi.
Nel 1364 entrò a far parte della Compagnia Bianca dello Sterz e di Giovanni Acuto. Con essa, il 28 luglio dello stesso anno, al soldo di Pisa combatté contro Firenze nella battaglia di Cascina, che vide la netta vittoria dei fiorentini. Alla fine di tale battaglia, con lo Sterz e altri venturieri abbandonò il soldo ai pisani, e con essi fondò la Compagnia della Stella. Con questa compagnia guerreggiò contro Siena insieme alla Compagnia del Cappelletto.
Nel 1365 combatté contro i pontifici guidati da Egidio Albornoz ed il Regno di Napoli. Sempre contro lo Stato Pontificio, passò poi al servizio di Galeazzo e Bernabò Visconti.

### Gli ultimi anni
Nel 1372 fu assoldato dal conte Amedeo VI di Savoia che gli affidò il comando di una milizia costituita da 1.200 lancieri, 600 fanti e 300 arcieri per combattere contro le truppe viscontee e del marchese di Saluzzo. Successivamente si scontrò con il marchese di Monferrato Ottone III e riportò una vittoria nella battaglia. In seguito a ciò, nel 1373, il conte sabaudo gli diede in feudo il comune di Caraglio. Passò poi nuovamente al soldo dei Visconti.
Ritornò in Germania, dove morì nel 1375.